# 20-mm-Oerlikon-Kanone
Die 20-mm-Oerlikon-Kanone war eine Flugabwehrkanone des Schweizer Unternehmens Oerlikon-Bührle.

## Geschichte
Wie das 40-mm-Bofors-Geschütz wurde auch diese Waffe von fast allen am Zweiten Weltkrieg beteiligten Staaten verwendet. Die Entwicklung dieser Kanone geht zurück auf den Unternehmer Reinhold Becker, der 1914 eine 20-mm Kanone, die sogenannte Becker-Kanone, entwickelte. Das Patent dieser während des Ersten Weltkriegs ausschließlich auf deutscher Seite eingesetzten Kanone ging 1919 an das Schweizer Unternehmen Semag. Zunächst verkaufte Semag die Becker-Kanone als Bewaffnung für Flugzeuge, doch 1921 stellte Semag mit einer modifizierten Kanone ihre eigene Version vor. Diese Waffe wurde als Semag-Infanteriegeschütz bezeichnet. 1924 wurde Semag von der Schweizer Werkzeugmaschinenfabrik Oerlikon-Bührle übernommen. Von Oerlikon wurde dieses Geschütz weitgehend modifiziert, um es als Flugabwehrkanone einzusetzen. In den 1930er Jahren hatte Oerlikon ein Verkaufsnetz etabliert, um die Kanone auf der ganzen Welt zu vermarkten sowie in Lizenz in mehreren Ländern u. a. Japan, Großbritannien und USA zu produzieren.

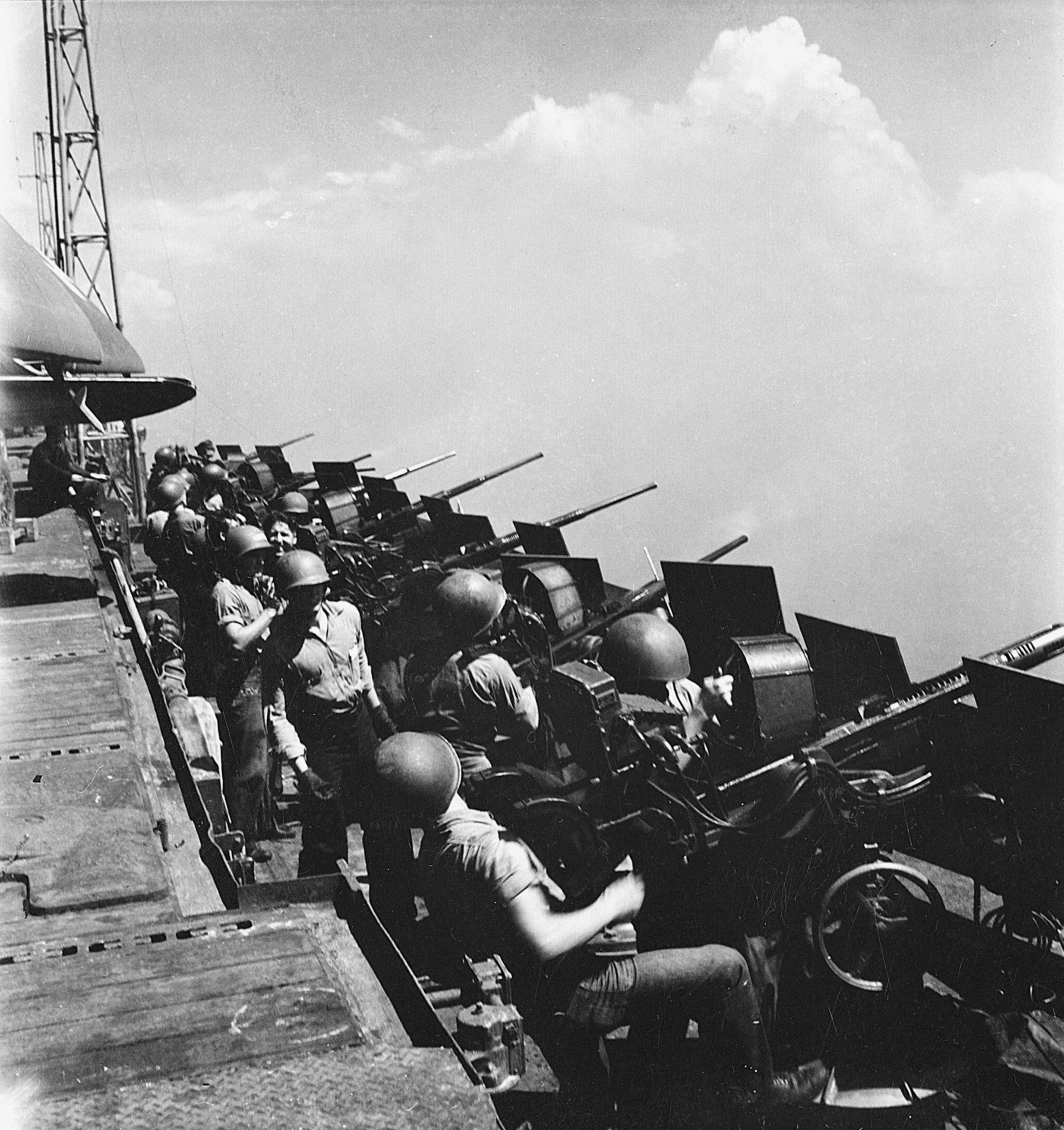
20-mm-Oerlikon-Kanonen an Bord des Flugzeugträgers Hornet, 1945

Die Oerlikon-Flak galt als zuverlässige, robuste und simple Konstruktion, die leicht zu warten war. Im Zweiten Weltkrieg gingen von Dezember 1941 bis September 1944 32 Prozent aller von der US Navy abgeschossenen japanischen Jäger auf ihr Konto. Auf den Schiffen der Alliierten war sie neben der weiterreichenden 40-mm-Bofors das wichtigste Serienfeuergeschütz; wegen ihrer Beweglichkeit wurde sie erfolgreich gegen direkt angreifende Kamikaze-Flieger der Japaner eingesetzt.
1939 wurde in Polen eine vereinfachte Variante der Oerlikon-Kanone entwickelt und produziert. Da es gelang, die Pläne vor der deutschen Besetzung nach England zu bringen, wurde sie dort als Polsten-Gun in großer Zahl produziert.
Vor dem Zweiten Weltkrieg, ab 1937, erwarb die Schweiz 363 Oerlikon-Kanonen und setzte diese als 20mm Flab Kan Oe 37 mit 15-Schuss-Kastenmagazinen auf Infanterielafetten ein. Nach dem Ersatz durch die von der Waffenfabrik Bern hergestellten 20 mm Flab Kan 38 und die Hispano 20 mm Flab Kan 43/44 – Gasdrucklader mit wesentlich höherer Schussfolge – wurde sie für den zivilen Werkschutz eingesetzt. In Deutschland wurde die Waffe bei der Infanterie als Flak 28 eingeführt, aber rasch durch die 2-cm-Flak 38 ersetzt. Im Zweiten Weltkrieg wurden Weiterentwicklungen hauptsächlich für die Nah-Fliegerabwehr bei der Marine eingesetzt; noch heute sind solche Flakgeschütze auf Schiffen einiger Staaten zu sehen.

## Lizenznehmer
- Deutsches Reich Ikaria
- Frankreich Hispano
- Italien Caproni
- Vereinigtes Königreich Oerlikon, Sten, Polston
- Japan Dai Nippon
- Spanien Hispano-Suiza
- Vereinigte Staaten Gazda Engineering, Hudson NOP Center Line, Pontiac, Oerlikon Tools an Arms Corp.[2]